# 란 (노르드 신화)

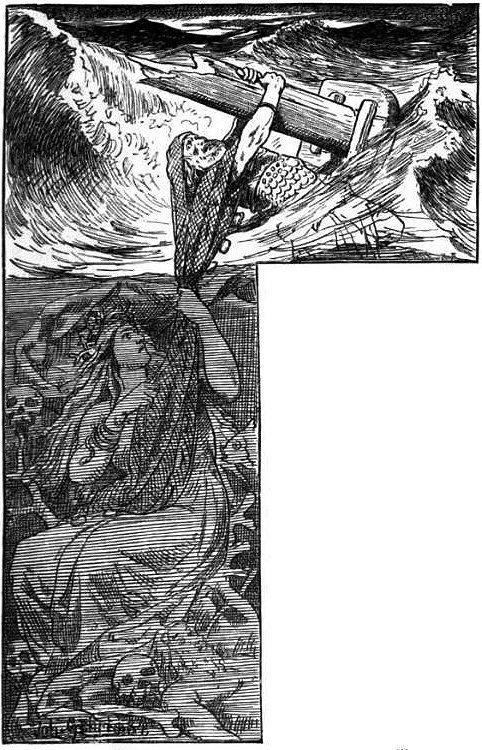
물에 빠져 죽은 자들을 끌어오는 란

란(Rán)은 북유럽 신화에서 나오는 바다의 신 에기르의 아내로, 물에 빠져 죽은 사람들을 그물로 끌어당긴다. 고대 노르드어의 명사 란(rán)은 도둑질을 의미한다.